# لارا فيصل
الأميرة لارا فيصل واسمها عند الولادة لارا منجد منير رضا سختيان (30 نوفمبر 1974-)، هي أميرة أردنية من العائلة الأردنية الهاشمية، أصولها من مدينة طولكرم الفلسطينية، وزوجة الأمير الأردني «فيصل بن رعد بن زيد بن الحسين»، تعد من أبرز رائدات العمل الاجتماعي والنسائي والرياضي في الأردن، وهي رئيس الاتحاد الأردني للتنس، ورئيسة اللجنة المنظمة العليا لـ «مهرجان Lexus للتنس».

## حياتها
تنحدر من عائلة فلسطينية من مدينة طولكرم، كان جدها منير رضا سختيان صيدلي يحمل شهادة جامعية في الصيدلة، وصاحب أقدم صيدلية في وسط مدينة طولكرم، لعب جدها دورًا هامًا خلال الثورة الفلسطينية الكبرى عام 1936 في مدينة طولكرم؛ إذ كان يجهز ثوار المدينة بما يلزمهم من الأدوية، كما كان يمارس في بعض الحالات دور الطبيب والجراح للثوار الجرحى.
تلقت لارا تعليمها المدرسي والثانوي في مدرسة البكالوريا في العاصمة الأردنية عمان حيث نالت منها شهادة البكالوريا الدولية، ثم التحقت عام 1993 بجامعة بنسيلفانيا في الولايات المتحدة الأمريكية حيث حصلت منها عام 1997 على درجة البكالوريس في «الإعلام والاتصال»، والتحقت عام 2008 بجامعة جورجتاون في الولايات المتحدة وحصلت منها على درجة الماجستير في «العلاقات الدولية وقضايا اللاجئين والهجرة» عام 2010.
عملت لمدة 20 عامًا في مجال الصحافة والإعلام، وقد عملت خلالها على تغطية حرب العراق بالإضافة للشؤون الفلسطينية والخليج. عملت في صحيفة ذا ديلي ستار اللبنانية (أغسطس 2000 وحتى سبتمبر 2001)، ثم في صحيفة The Bay State Banner الأمريكية (سبتمبر 2001 وحتى سبتمبر 2002)، ثم مع إن بي سي نيوز الأمريكية (يناير 2003 وحتى مايو 2003)، ثم مع وكالة أسوشيتد برس الأمريكية (مايو 2003 وحتى يناير 2007)، وعملت بعد ذلك بوكالة الأنباء الفرنسية (سبتمبر 2011 وحتى ديسمبر 2012)، وفي وكالة رويترز الدولية للأنباء (أبريل 2015 وحتى مارس 2017).

## مبادراتها الاجتماعية
في 21 أغسطس 2015 رعت الأميرة لارا بطولة «نعمان دنون» للتنس، وفي 13 نوفمبر 2017 شاركت بافتتاح مشروع تزويد مخيم الزعتري بالكهرباء، وفي 15 سبتمبر 2019 أطلقت فعاليات مؤتمر «ما يستحق الحياة» الشبابي ليكون الأردن بذلك أول بلد عربي يستضيف هذا المؤتمر.
أسست عام 2019 جمعية "Rise for Good" (بادر بالخير) لإقامة وتعزيز المبادرات المحلية والعالمية في الأردن والعالم العربي، وأطلقت عام 2020 حملة "Global Goals World Cup" لإشراك النساء في كرة القدم، وهي عضو المجلس الاستشاري لمؤسسة خطوات لتشجيع رياضة الأطفال.
في 2 فبراير 2020 أطلقت مبادرة تنادي بحقوق المرأة وتحقيق عدالتها، وفي 8 أغسطس 2020 أطلقت فعاليات إنسانية لدعم أطفال مرضى السرطان ومتلازمة داون، وفي يونيو 2021 عملت على استضافة الأردن لأول مرة لبطولة كأس العالم للأهداف المستدامة.
في 27 نوفمبر 2022 تولت رئاسة وفد كأس العالم للأهداف المستدامة إلى فلسطين.
في 6 مارس 2023 أقامت نشاطًا لأطفال مرض السرطان.

## حياتها الخاصة
تزوجت في 7 يوليو 2004 من الأمير الأردني «فيصل بن رعد بن زيد بن الحسين» وأنجبت منه ثلاثة أبناء:
- الأميرة «حنان بنت فيصل»، ولدت في 3 سبتمبر 2006.[2]
- الأميرة «مريم بنت فيصل»، ولدت في 25 يوليو 2008.[2]
- الأمير «حسين بن فيصل»، ولد في أبريل 2013.[2]